# 카슈미르밭쥐속
카슈미르밭쥐속(Hyperacrius)은 비단털쥐과에 속하는 설치류 속의 하나이다. 2종을 포함하고 있다.

## 특징
꼬리 길이 19~45mm를 제외한 몸길이가 84~122mm인 작은 설치류이다. 몸무게는 최대 60g이다.

## 분포
파키스탄 북부에서 발견된다. 육상에서 서식하는 종이다.

## 하위 종
- 트루밭쥐 (Hyperacrius fertilis)
- 무리밭쥐 (Hyperacrius wynnei)